# 昔卜镇区
昔卜镇区，另译迪波镇区，是缅甸掸邦皎梅县下辖的一个镇区，治所位于昔卜。